# Србија на Светском првенству у атлетици на отвореном 2011.
Србија је на Светском првенству у атлетици на отвореном 2011. одржаном у Тегу од 27. августа до 4. септембра, учествовала трећи пут под овим именом, са 9 спортиста (5 мушкараца и 4 жене) који су се такмичили у осам дисциплина (4 мушке и 4 женске).,
У табели успешности према броју и пласману такмичара који су учествовали у финалним такмичењима (првих 8 такмичара) Србија је са 2 учесника у финалу делила 51. место са 5 бодова.
| Плас. | Земља   | 1. место | 2. место | 3. место | 4. место | 5. место | 6. место | 7. место | 8. место | Бр. финал. | Бод. |
| ----- | ------- | -------- | -------- | -------- | -------- | -------- | -------- | -------- | -------- | ---------- | ---- |
| =51.  | Србија] | 0        | 0        | 0        | 0        | 0        | 1        | 1        | 0        | 2          | 5    |

## Учесници
| Мушкарци: - Емир Бекрић, АК Црвена звезда — 400 м препоне - Ненад Филиповић — 50 км ходање - Асмир Колашинац, АК Црвена звезда — Бацање кугле - Милан Јотановић, АК Партизан — Бацање кугле - Михаил Дудаш, АК Војводина — Десетобој | Жене: - Ивана Шпановић, АК Војводина — Скок удаљ - Биљана Топић, АК Раднички Крагујевац — Троскок - Драгана Томашевић, АК Сирмијум — Бацање диска - Татјана Јелача, АК Црвена звезда — Бацање копља |  |

Поред спортиста српску делегацију су чинили и:
- Шеф делегације: Слободан Бранковић
- Вођа тима: Драгиша Кузмановић
- Физиотерапеут:Бранко Пенић
- Тренери: Драгутин Топић, Горан Обрадовић-Челе, Никола Томасовић, Јован Јахић, Данило Кртинић и Феђа Камаси.

## Резултати

### Мушкарци
Тркачке дисциплине
| Атлетичар       | Дисциплина    | Лични рекорд | Квалификације | Квалификације | Полуфинале | Полуфинале | Финале               | Финале          | Детаљи |
| Атлетичар       | Дисциплина    | Лични рекорд | Резултат      | Место         | Резултат   | Место      | Резултат             | Место           | Детаљи |
| --------------- | ------------- | ------------ | ------------- | ------------- | ---------- | ---------- | -------------------- | --------------- | ------ |
| Емир Бекрић     | 400 м препоне | 49,55 НР     | 49,67         | 4. у гр. 1 КВ | 49,94      | 6. у гр. 2 | Није се квалификовао | 19 / 34         |        |
| Ненад Филиповић | 50 км ходање  | 3:59:17      |               |               |            |            | Дисквалификован      | Дисквалификован |        |

Техничке дисциплине
| Атлетичар       | Дисциплина   | Лични рекорд | Квалификације | Квалификације | Финале               | Финале               | Детаљи |
| Атлетичар       | Дисциплина   | Лични рекорд | Резултат      | Место         | Резултат             | Место                | Детаљи |
| --------------- | ------------ | ------------ | ------------- | ------------- | -------------------- | -------------------- | ------ |
| Асмир Колашинац | бацање кугле | 20,50        | 20,14         | 7. у гр. А кв | 19,84                | 10 / 27              |        |
| Милан Јотановић | бацање кугле | 20,17        | 18,39         | 25 / 27       | Није се квалификовао | Није се квалификовао |        |

#### Десетобој
| Дисциплина    | Михаил Дудаш | Михаил Дудаш | Михаил Дудаш | Михаил Дудаш | Михаил Дудаш | Михаил Дудаш |
| Дисциплина    | Лич. рек.    | Резултат     | Бод.         | Плас.        | Укупно       | Плас.        |
| ------------- | ------------ | ------------ | ------------ | ------------ | ------------ | ------------ |
| 100 м         | 10,71        | 10,81        | 903          | 7.           |              |              |
| Скок удаљ     | 7,63         | 7,41         | 913          | 7.           | 1.816        | 6.           |
| Бацање кугле  | 14,50        | 13,76        | 714          | 21.          | 2.530        | 9.           |
| Скок увис     | 2,04         | 2,02 ЛРС     | 822          | =7.-10.      | 3.352        | 7.           |
| 400 м         | 47,47        | 47,73        | 922          | 3.           | 4.274        | 5.           |
| 110 м препоне | 14,80        | 14,89 ЛРС    | 863          | 21.          | 5.137        | 6.           |
| Бацање диска  | 43,52        | 43,79 ЛР     | 746          | 14           | 5.883        | 6.           |
| Скок мотком   | 4,56         | 4,90 ЛР      | 880          | 4            | 6.763        | 6.           |
| Бацање копља  | 58,18        | 58,93 ЛР     | 722          | 12           | 7.485        | 9.           |
| 1500 м        | 4:24,30      | 4:26,06 ЛРС  | 771          | 6            | 8.256 НР     | 6.           |

### Жене
Техничке дисциплине
| Атлетичарка       | Дисциплина   | Лични рек. | Квалификације                | Квалификације                | Финале                       | Финале                       | Детаљи |  |
| Атлетичарка       | Дисциплина   | Лични рек. | Резултат                     | Место                        | Резултат                     | Место                        | Детаљи |  |
| ----------------- | ------------ | ---------- | ---------------------------- | ---------------------------- | ---------------------------- | ---------------------------- | ------ |  |
| Ивана Шпановић    | скок удаљ    | 6,78 НР    | Није стартовала због повреде | Није стартовала због повреде | Није стартовала због повреде | Није стартовала због повреде |        |  |
| Биљана Топић      | троскок      | 14,56 НР   | 14,21 РС                     | 6. гр. Б кв                  | 14,03                        | 10 / 34                      |        |  |
| Драгана Томашевић | Бацање диска | 63,63 НР   | 60,45                        | 5. у гр. А КВ                | 62,48 РС                     | 7 / 24                       |        |  |
| Татјана Јелача    | Бацање копља | 63,63 НР   | 56,68                        | 12. у гр. Б                  | Није се пласирала            | 24 / 28                      |        |  |

Легенда: НР = национални рекорд, ЛР= лични рекорд, ЛРС = Лични рекорд сезоне (најбољи резултат у сезони до почетка првенства), КВ = квалификован (испунио норму), кв = квалификова (према резултату)

## Нови националнни рекорди
| Дисцилина | Нови рекорд | Атлетича/ка  | Датум, Место          | Стари рекорд | Атлетича/ка  | Датум, Место          |
| --------- | ----------- | ------------ | --------------------- | ------------ | ------------ | --------------------- |
| Десетобој | 8.256       | Михаил Дудаш | 28. август 2011. Тегу | 8117         | Михаил Дудаш | 15. јул 2011. Острава |

## Олимпијске норме
Својим резултатима троје атлетичара је постигло олимпијску норму за одлазак на Летње олимпијске игре 2012. у Лондону. Од раније А олимпијску норми има и Асмир Колашинац, а Б норму Татјана Јелача, Ивана Шпановић, Ненад Филиповић и Емир Бекрић
| Дисцилина          | А норма | Атлетичар/ка      | Резултат | Б норма | Атлетича/ка  | Резултат |
| ------------------ | ------- | ----------------- | -------- | ------- | ------------ | -------- |
| Бацање диска, жене | 62,00   | Драгана Томашевић | 62,48    | 59,50   |              |          |
| Троскок, жене      | 14,30   |                   |          | 14,10   | Биљана Топић | 14,21    |
| Десетобој          | 8.200   | Михаил Дудаш      | 8256     | 7.950   |              |          |